# Grænafjall (berg i Island, lat 63,99, long -18,79)
Grænafjall är ett berg i republiken Island. Det ligger i regionen Suðurland, 150 km öster om huvudstaden Reykjavík. Toppen på Grænafjall är 865 meter över havet.
Trakten runt Grænafjall är nära nog obefolkad, med mindre än två invånare per kvadratkilometer. Det finns inga samhällen i närheten. Trakten runt Grænafjall består i huvudsak av gräsmarker.